# Patrick Nyarko
Patrick Nyarko (Kumasi, Ghana, 15 de enero de 1986) es un exfutbolista ghanés.

## Carrera
Comenzó jugando en los juveniles del Kaaseman F.C de Ghana, donde el Virginia Tech lo vio. Nyarko llegó al Chicago Fire en el Draft del 2008 de la MLS.

## Clubes
| Club         | País           | Año       |
| ------------ | -------------- | --------- |
| Chicago Fire | Estados Unidos | 2008-2015 |
| DC United    | Estados Unidos | 2016-2017 |